# Ariane Lauenburg
Ariane Lauenburg (auch Ariane Lauenburg-Hennig; geboren im 20. Jahrhundert in Hamburg) ist eine deutsche Journalistin mit dem Schwerpunkt Finanzen. Sie arbeitete als Redakteurin bei der Stiftung Warentest in Berlin und schrieb für die Verbraucherzeitschrift Finanztest und das Stiftungsportal test.de.

## Leben und Wirken
Ariane Lauenburg studierte Soziologie an der Freien Universität Berlin. Nach dem Diplom-Abschluss 1981 absolvierte sie ein Volontariat bei der Tageszeitung Der Tagesspiegel in Berlin und arbeitete dort drei Jahre als Redakteurin. Sie war Pressesprecherin beim Berliner Senat für Gesundheit und Soziales und Rathauskorrespondentin bei der Berliner Morgenpost.
Ab den 1990er Jahren war Lauenburg Redakteurin bei der Zeitschrift Finanztest der Stiftung Warentest im Ressort „Geldanlage, Altersvorsorge, Kredite und Steuern“. Außerdem gehörte sie zu den Stammautoren beim Finanztest Jahrbuch. Sie galt als Expertin für den „grauen Kapitalmarkt“ und war am Sonderheft von 1999 Geldanlage: Grauer Kapitalmarkt beteiligt, in dem in einer „Warnliste“ 250 dubiose Anbieter und Vermittler aufgeführt sind.
Als Finanzexpertin von Stiftung Warentest wurde Lauenburg immer wieder von den Medien zitiert und interviewt. Im Zusammenhang mit der Beratungspraxis des Anlageunternehmens AWD und seines Gründers Carsten Maschmeyer, dessen Methoden Lauenburg seit Mitte der 1990er Jahre beobachtet hatte, warnte sie vor Finanzprodukten des AWD, vor allem geschlossenen Fonds. In der Reportage von Panorama Der Drückerkönig und die Politik warf sie dem AWD „systematische Falschberatung“ seiner Kunden vor. In einem Interview mit dem Deutschlandfunk riet sie Anlegern über einen auf Kapitalanlagerecht spezialisierten Anwalt Klage einzureichen.
2009 deckte sie Verstöße gegen Datenschutzbestimmungen bei der Postbank auf. Die Dokumentation Die Falschberater von ZDFzoom aus dem Jahr 2013 über die Beratungspraxis der Postbank bezog sich ebenfalls auf Recherchen von Ariane Lauenburg.
Laut einer Pressemitteilung der Deutschen Journalistinnen- und Journalisten-Union vom Frühjahr 2019 war Lauenburg Opfer von Beleidigungen und Verleumdungen im Internet. Dies sei bis zu Morddrohungen gegangen, die bei ihr per E-Mail eingegangen waren. Den Angriffen war ein investigativer Artikel von Ariane Lauenburg über das in den USA registrierte Onlineportal „Gerlachreport“ und den Unternehmer Rainer von Holst vorausgegangen. Finanztest hatte seit Sommer 2017 mehrmals berichtet, wie der Unternehmer Anleger geprellt haben soll.